# Alessandro Nunziante
Alessandro Nunziante, duca di Mignano (Messina, 30 luglio 1815 – Napoli, 6 marzo 1881), è stato un generale e politico italiano, del Regno delle Due Sicilie e, dal 1861, del Regno d'Italia.
Al tempo in cui era ufficiale dell'esercito borbonico fu reazionario, amico di Ferdinando II di Borbone e stretto collaboratore di Francesco II sulla cui politica esercitò una notevole influenza. Nel luglio 1860, dopo la conquista della Sicilia da parte di Garibaldi, decise di aderire alla causa italiana e lasciò Napoli dopo aver dato le dimissioni e restituito le onorificenze.
Partecipò al tentativo, fallito, di Cavour di far sollevare Napoli a favore di Vittorio Emanuele II per contrastare un'eventuale presa di potere di Garibaldi. Fu accusato di essere stato corrotto dal Piemonte e di aver tentato di convincere reparti borbonici ad attaccare il palazzo reale di Napoli.
Passato nel Regio Esercito si distinse nella terza guerra di indipendenza. Dal 1867 fu deputato e poi senatore del Regno.

## Biografia

### Le origini e la gioventù
Alessandro Nunziante nacque a Messina due mesi dopo la Restaurazione di Ferdinando di Borbone sul trono di Napoli. Era figlio del potente generale Vito Nunziante e di Camilla Barrese. Il 12 novembre 1827 Alessandro entrò nella scuola militare "Nunziatella" e l'anno successivo suo padre gli acquistò, com'era consuetudine al tempo, il grado di capitano in uno dei reggimenti siciliani. Completati gli studi a 18 anni, iniziò una brillante carriera nel 7º Reggimento “Napoli”.
Nel 1836 morì il padre Vito e nel 1839 sposò Teresa Tuttavilla dei duchi di Mignano, figlia del duca di Calabritto, e appartenente ad una delle famiglie più prestigiose del Regno, benché decaduta. Dal matrimonio nacquero 5 figli: Francesco (morto bambino), Mariano, Maria Elena, che sposò il marchese Giuseppe Maria Curtopassi, Maria Camilla (deceduta bambina) e Pasquale (deceduto bambino). Nel 1840 Alessandro perse la madre, e re Ferdinando II iniziò a seguire l'educazione militare del giovane che nel 1844 entrò nello stato maggiore dell'esercito. Nel 1845 il monarca concesse alla moglie di Alessandro il titolo di duchessa di Mignano e lo rese trasmissibile al marito.

### Le sommosse antiborboniche (1848-1849)
Nel 1846 Alessandro fu promosso maggiore e il Re lo volle definitivamente al suo fianco. Nel 1848, l'anno delle rivoluzioni, era tenente colonnello. Il 15 maggio dello stesso anno, violenti tumulti scoppiarono a Napoli di fronte alla reazione borbonica contro le barricate erette in città. Nunziante partecipò alla repressione prendendo parte all'episodio di Palazzo Gravina. Qui, dove era il quartier generale dei ribelli, la difesa fu accanita. I reparti svizzeri del Re e le guardie reali di Nunziante, quando finalmente riuscirono a penetrare nel cortile del palazzo, uccisero tutti i ribelli che furono trovati con un fucile fumante. Sedata definitivamente la rivolta, Ferdinando II ebbe la notizia da Nunziante, che fu insignito della croce di commendatore dell'ordine di San Giorgio.
Ribellatasi anche la Sicilia, l'anno dopo, nel 1849, Nunziante partecipò alla spedizione comandata da Carlo Filangieri di riconquista dell'isola. Con i borbonici ormai alle porte di Palermo, ad aprile, una deputazione politica della città consegnò a Filangieri una richiesta di amnistia da sottoporre al Re in cambio della resa. Nunziante ebbe l'incarico di raggiungere Ferdinando II, ma, cambiato il partito dei rivoltosi, il 1º maggio il piroscafo Tancredi, a bordo del quale Alessandro giungeva a Palermo, fu fatto bersaglio delle cannonate partite dagli spalti della città. Nondimeno, poi, una delegazione di rivoluzionari si recò da Nunziante per chiedere di estendere l'amnistia anche a coloro che avevano commesso reati comuni. Filangieri e Nunziante rifiutarono le trattative e quest'ultimo partì per Napoli, prevedendo di tornare a Palermo il 6 maggio. Ma il Re era partito per Velletri e Nunziante si pose in viaggio per lo Stato Pontificio, ciò che ritardò di alcuni giorni il suo ritorno in Sicilia.
Tornato da Filangieri, Nunziante gli comunicò che Ferdinando II lo lasciava libero di specificare l'ampiezza dell'amnistia. Chiarito che i colpevoli di reati comuni sarebbero stati amnistiati, nell'anniversario del soffocamento della rivolta napoletana, il 15 maggio 1849, Filangieri e le sue truppe rientrarono pacificamente a Palermo

### La carriera nell'esercito delle Due Sicilie
Nel 1850 Nunziante fu promosso colonnello e con questo grado si occupò con successo dell'organizzazione dei battaglioni di Cacciatori. Ferdinando II lo ricompensò concedendogli la croce di San Ferdinando, mentre la Francia, allora potenza conservatrice, lo insigniva della Legion d'onore. Nel 1855 fu promosso generale di brigata e, pur rimanendo fra gli intimi del Re, si continuò ad occupare dei battaglioni Cacciatori. L'amico Ferdinando II, d'altronde, lo soccorreva nei suoi frequentissimi bisogni di danaro, e le pressioni del sovrano influirono inevitabilmente sulla decisione legale per la liquidazione del patrimonio dei Calabritto, del quale a Teresa Tuttavilla, moglie di Nunziante, toccò una quota notevole. Intanto, anche l'Austria concedeva a Nunziante, nel 1856, l'ordine di Leopoldo.
Salito al trono Francesco II nel maggio 1859, l'influenza di Nunziante presso la corte aumentò sensibilmente e il giovane sovrano lo nominò suo aiutante generale. La stima del Re aumentò ancora quando, il 7 luglio, Nunziante contribuì a soffocare l'ammutinamento di alcuni reparti svizzeri dell'esercito delle Due Sicilie. I ribelli si dispersero ai primi colpi, ma Nunziante insistette ad ordinare il fuoco e gli svizzeri furono decimati. L'ammutinamento fu dovuto al timore di molti soldati di perdere la cittadinanza svizzera con la fine della convenzione militare fra Napoli e Berna, e portò allo scioglimento dei reparti elvetici nell'esercito napoletano.
Il 16 marzo 1860 l'anziano principe Antonio Statella di Cassaro, un liberale moderato, divenne presidente del Consiglio del governo borbonico. Consiglieri del Re erano soprattutto i conservatori e i reazionari che si stringevano attorno alla regina madre Maria Teresa d'Asburgo. Nunziante, che quello stesso mese venne promosso maresciallo di campo, era uno dei più influenti fra loro e si opporrà a qualsiasi cambiamento prospettato dal debole governo Cassaro.

### L'impresa dei Mille e il cambio di fronte
Dopo lo sbarco di Garibaldi in Sicilia, l'11 maggio 1860, e la successiva battaglia di Calatafimi, Francesco II nominò Ferdinando Lanza comandante delle truppe in Sicilia. Nunziante, che sperava nella nomina e che aveva preparato un piano di difesa dell'isola, rimase deluso, ma il Re lo fece comunque partire allo scopo di controllare che Lanza agisse realmente contro Garibaldi.
Persa la Sicilia, Nunziante convinse il Re a preparare una spedizione per riconquistarla ammassando 25.000 soldati con i migliori ufficiali. Ma la concessione della costituzione del 25 giugno mutò la politica del Regno e il governo di Antonio Spinelli rinunziò all'impresa. D'altronde nel consiglio di guerra del 13 luglio lo stesso Nunziante si dichiarò favorevole, assieme al suo antagonista Pianell, a rinunciare definitivamente alla Sicilia, considerando che fosse meglio concentrarsi sulla difesa del territorio continentale.
Il giorno dopo si costituì il nuovo governo guidato da Federico del Re e, al ministero della Guerra, Francesco II preferì Pianell a Nunziante. Quest'ultimo aveva avuto anche il compito di convincere Filangieri a riprendere la guida dello Stato, che aveva rifiutato. Nunziante, amareggiato dalle scelte del Re su cui non aveva più influenza e impressionato dal comportamento passivo di Filangieri, iniziò a prendere contatto con i maggiori esponenti dell'opposizione.

#### Le dimissioni dall'esercito napoletano
Il 2 luglio 1860 chiese le dimissioni dall'esercito e, poiché Francesco II prendeva tempo, le rese pubbliche e restituì tutte le onorificenze dichiarando di non potere «più portare sul petto le decorazioni di un governo, il quale confonde gli uomini onesti, retti e leali, con quelli che meritano soltanto disprezzo», e lo stesso fece fare alla moglie che restituì il brevetto di dama di corte.
Nunziante aderì così alla causa italiana e a completamento del suo gesto emise due ordini del giorno diretti ai Cacciatori al suo comando. Nei due documenti traspariva un aperto invito alla rivolta:
(Ordine del giorno di Alessandro Nunziante ai Cacciatori)
Lasciò Napoli e si recò a Torino dove offrì la sua collaborazione a Cavour. Costui, temendo una deriva repubblicana, voleva evitare a Garibaldi di prendere Napoli. Il compito di Nunziante sarebbe stato quello di far scoppiare in città una sommossa a favore di Vittorio Emanuele II.

#### In missione per Cavour
A tale scopo Cavour istruiva con una lettera del 30 luglio 1860 l'ammiraglio Persano:
(Lettera di Cavour a Carlo Pellion di Persano del 30 luglio 1860)
D'accordo con Cavour, quindi, Nunziante tornò a Napoli in incognito il 16 agosto 1860. Prese contatti sia con i riferimenti piemontesi, e cioè l'ammiraglio Persano e l'ambasciatore Villamarina, sia con i liberali del luogo, tra cui Nicola Nisco, Carlo e Luigi Mezzacapo, Antonio Ranieri e Giovanni Vacca. Ma i borbonici erano stati avvisati e Nunziante poté scendere dalla nave piemontese che l'ospitava, la Costituzione, solo di notte, per poi rientrare qualche giorno dopo. Il ministro della Guerra Pianell, intanto, aveva cambiato i comandanti di tutti i reparti Cacciatori, quelli su cui Nunziante avrebbe avuto più ascendente. Quest'ultimo, secondo una sua lettera inviata il 28 agosto a Cavour, propose ai comitati rivoluzionari delle dimostrazioni a favore di Vittorio Emanuele II, affinché le truppe napoletane fossero motivate da un nobile scopo e aderissero al pronunciamento che egli stesso avrebbe emanato. Ma il comitato mazziniano aveva diffuso la voce che Nunziante era stato comprato dai Savoia e che avrebbe tradito i soldati che si fossero uniti a lui.
Sempre nella lettera del 28 a Cavour, Nunziante dichiarò di non essere scoraggiato e che aveva intenzione di convincere le truppe borboniche rimaste a Napoli semplicemente di rifiutarsi di combattere, ritenendo disonorevole l'incitamento alla diserzione. Tuttavia, nonostante i comizi e le manifestazioni a favore di Vittorio Emanuele II, la sommossa antigaribaldina non ebbe mai inizio, anche per lo scetticismo a riguardo dell'ambasciatore piemontese Villamarina.
Avvenuta l'unità d'Italia, Nunziante dovette difendersi dalle accuse che gli venivano fatte da più parti di aver voluto mettersi al comando dei Cacciatori e attaccare il Palazzo reale di Napoli. Nel numero dell'Opinione del 4 ottobre 1869 scrisse che «non venne in mente al conte di Cavour di propormi di marciare contro il Palazzo Reale. Simile viltà non poteva essere concepita da un uomo di Stato e molto meno proposta a chi aveva indossato l'onorata divisa del soldato. Il conte di Cavour mi diede solo l'incarico, e io lo accettai, di portare intatta quella parte che avessi potuto dell'esercito napoletano sul Mincio».

### Nel Regno d'Italia
In cambio del suo impegno e come segno dell'auspicata unità nazionale, Nunziante ottenne di entrare nell'esercito piemontese il 17 novembre 1860 con il grado di Tenente generale. Costituitosi il Regno d’Italia (17 marzo 1861), Nunziante ricevette il titolo di grande ufficiale dell'Ordine dei Santi Maurizio e Lazzaro (30 marzo 1862). Nel 1864 entrò nella commissione permanente a difesa generale dello Stato e, scoppiata la terza guerra di indipendenza, ottenne il comando della 4ª Divisione facente parte del 2º Corpo d'armata agli ordini del generale Domenico Cucchiari. Partecipò alla battaglia di Custoza e al successivo assedio della testa di ponte austriaca di Borgoforte, durante il quale dimostrò un temperamento brillante.
Fu ricompensato, il 6 dicembre 1866, con il titolo di Grande ufficiale dell'Ordine militare di Savoia e due anni dopo con quello di Grande ufficiale dell'Ordine della Corona d'Italia, onorificenza istituita per celebrare l'unità nazionale. Lo stesso 1868 fu nominato presidente del Comitato per l'Arma di fanteria.

### Parlamentare del Regno
Entrò in politica con la Sinistra storica accedendo alla Camera dei Deputati la prima volta nella X legislatura, nell'elezione suppletiva del 26 maggio 1870 per il collegio di Popoli. Fu sempre rieletto fino alla XIII legislatura. Si dimise nel 1879 per la nomina, il 16 marzo di quell'anno, a senatore concessagli da Umberto I.
La sua esistenza continuò tranquillamente fino a quando una forte depressione lo portò quasi alla pazzia. Morì a Napoli nel 1881 a poco meno di 66 anni.

## Onorificenze
Alessandro Nunziante fu insignito di numerose onorificenze. Queste quelle di cui si ha notizia da fonti attendibili: